# Ján Čado
Ján Čado (Checoslovaquia, 7 de mayo de 1963) es un atleta checoslovaco retirado especializado en la prueba de triple salto, en la que consiguió ser subcampeón europeo en pista cubierta en 1985.

## Carrera deportiva
En el Campeonato Europeo de Atletismo en Pista Cubierta de 1985 ganó la medalla de plata en el triple salto, con un salto de 17.23 metros, tras el búlgaro Khristo Markov (oro con 17.29 metros) y por delante del Volker Mai ]].